# Ingegneria edile

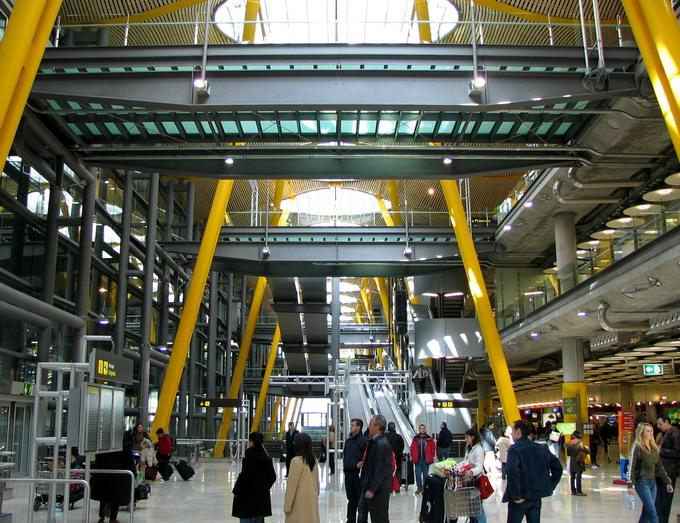
Terminale dell'Aeroporto di Madrid-Barajas

L'ingegneria edile è la branca dell'ingegneria che si occupa della progettazione, direzione lavori, produzione cantieristica, collaudo, manutenzione degli edifici ad uso civile e non.
Nello specifico la sua scienza è volta alla ottimizzazione, gestione, sostenibilità, del processo edilizio in tutte le sue fasi, con capacità di progettazione in ambito architettonico, strutturale, impiantistico e tecnologico. In Italia l'ingegnere edile deve abilitarsi con lo stesso esame sostenuto da architetti e ingegneri civili.

## Competenze particolari
Compito dell'ingegnere edile è quello di progettare il sistema ambientale e il sistema tecnologico degli edifici, guidarne la realizzazione ed esserne garante della riuscita in tutti i suoi aspetti integranti; in particolare, viste le conoscenze multidisciplinari che in questi ambiti gli sono attribuite, svolge un ruolo di coordinatore fra i vari operatori del processo edilizio.
Nel dettaglio per sistema ambientale si intende la struttura logica che relaziona le attività svolte dall'utenza con i requisiti prestazionali che un edificio deve possedere per ottimizzare lo svolgimento di tali attività. Per ogni area funzionale destinata ad attività distinte la progettazione del relativo sistema ambientale si suddivide nella progettazione dell'accessibilità, della mobilità, della attrezzabilità e arredabilità, dei livelli di illuminazione naturale e artificiale, del controllo termico e igrometrico, del controllo del rumore, della ventilazione naturale o forzata, della percezione visiva, sicurezza antincendio, igienica e sui luoghi di lavoro. 
La progettazione ingegneristica del sistema ambientale è stata elaborata in tempi recenti nell'ambito dell'architettura tecnica con lo scopo di annullare negli edifici di ultima generazione i frequenti errori riscontrati in passato nell'edilizia come le barriere architettoniche, inquinamento acustico (si pensi ai molti appartamenti sprovvisti di isolamento acustico dalle cellule abitative adiacenti), carenza di comfort climatico, illuminazione naturale inadatta (si pensi a musei o luoghi di lavoro), sprechi energetici, spazi inadeguati o insufficienti e così via.
Per sistema tecnologico invece si intende l'insieme degli elementi architettonici (sia strutturali che non strutturali, come involucro edilizio) che costituiscono l'edificio. In particolare si verifica che le proprietà dei materiali e delle soluzioni tecnologiche adottate permettano di soddisfare i requisiti imposti dal sistema ambientale, individuando le soluzioni progettuali più ottimali.
Lo sviluppo dell'ingegneria edile fornisce un contributo importante all'evoluzione della domotica.

### Edilizia sostenibile ed energetica
Negli ultimi anni, con l'introduzione di normative di salvaguardia ambientale ed energetica sempre più severe, il concetto di Architettura sostenibile è divenuto una parte imprescindibile dalla progettazione edilizia, rendendo procedure come la certificazione energetica degli edifici o criteri di progetto come l'analisi del ciclo di vita di uso comune. Le competenze tecniche e multidisciplinari dell'ingegnere edile lo rendono una figura tecnica tra le più qualificate in questo settore.

## Formazione
La professione dell'ingegnere edile rientra nell'ambito del settore dell'ingegneria civile, edile, ambientale, pertanto l'abilitazione ad essa richiede una laurea triennale in ingegneria civile o architettura, ambientale, edile, per la sezione B, o una laurea quinquennale o magistrale in architettura-edile nelle medesime specializzazioni per la sezione A. Il percorso di studi di ingegneria edile prevede un curriculum contenente discipline tipiche dell'ingegneria civile, quali la scienza e la tecnica delle costruzioni, la geotecnica, l'idraulica, la topografia, la progettazione strutturale, la riabilitazione degli edifici esistenti, la tecnica delle costruzioni in legno strutturale, la sismica; alcune discipline tipiche dell'ingegneria industriale come l'energetica, il progetto degli impianti elettrici, idraulici, di riscaldamento e di climatizzazione; infine discipline concernenti l'ambito dell'architettura come l'analisi delle tipologie edilizie, la composizione architettonica, la storia dell'architettura, il rilievo urbano, l'urbanistica, la progettazione dell'architettura sostenibile e degli elementi architettonici, le tecniche del restauro. A queste vengono aggiunte discipline comuni come l'architettura tecnica, la tecnologia dei materiali da costruzione, la gestione e la sicurezza del cantiere, le tecniche della prefabbricazione, le valutazioni estimative, la progettazione illuminotecnica e acustica.